# 795

## Nașteri
- dată necunoscută: Papa Grigore al IV-lea  (d. 844)
- dată necunoscută: Lothar I, împărat carolingian  (d. 855)
- dată necunoscută: Landulf I de Capua  (d. 843)

## Decese
- Adrian I, papă al Romei (n. 700)